# Bruttoergebnis
Das Bruttoergebnis (englisch gross profit) ist in der Betriebswirtschaftslehre der Saldo zwischen den Umsatzerlösen und den Herstellungskosten.

## Allgemeines
Mit dem Wortbestandteil „Ergebnis“ wird verdeutlicht, dass es sich um eine Saldogröße bzw. Zwischensumme handelt, während mit „Brutto“ signalisiert wird, dass nicht alle Aufwendungen berücksichtigt sind. Bei den Herstellungskosten werden nur diejenigen erfasst, die zum Absatzvolumen geführt haben. Damit sind jene Herstellungskosten nicht erfasst, bei denen die Produkte den Lagerbestand erhöhen; diese Produkte sind auch nicht in den Umsatzerlösen enthalten. Dagegen sind diejenigen Herstellungskosten berücksichtigt, die für Produkte angefallen sind, welche aus dem Lagerbestand verkauft wurden. Als Bruttoergebnis vom Umsatz wird der Saldo aus Umsatz und den direkten Herstellungskosten  (im Gesetz: „Herstellungskosten der zur Erzielung der Umsatzerlöse erbrachten Leistungen“) bezeichnet.

## Gliederungsschemata
Der Rechtsbegriff „Bruttoergebnis“ taucht im Handels- und Bilanzrecht lediglich beim Umsatzkostenverfahren der Gewinn- und Verlustrechnung auf (§ 275 Abs. 3 HGB). Er ist dort eine Zwischensumme:
```
   
Umsatzerlöse

   - 
Herstellungskosten
 der zur Erzielung der Umsatzerlöse erbrachten 
Leistungen

   = Bruttoergebnis vom Umsatz
```

Diese Zwischensumme führt letztlich zum Jahresüberschuss/Jahresfehlbetrag als Endergebnis. Das Gesamtkostenverfahren kennt als Zwischensumme die nicht mit dem Bruttoergebnis vergleichbare Gesamtleistung.
Stellt man das nach § 275 Abs. 2 HGB alternativ mögliche Gesamtkostenverfahren dem Umsatzkostenverfahren gegenüber, so ergibt sich folgende Synopse:
```
    Position                Gesamtkostenverfahren            Umsatzkostenverfahren
    nach § 275 HGB     
    Position 1              Umsatzerlöse                     Umsatzerlöse 
    Position 2              +/- Bestandsveränderung          - Herstellungskosten
    Position 3              + aktivierte Eigenleistungen     = Bruttoergebnis vom Umsatz
                            = Gesamtleistung 
    Position 5              - Materialkosten
                            = Rohertrag
    Position 6                                               + sonstige betriebliche Erträge
    Position 4              + sonstige betriebliche Erträge 
                            = Rohergebnis                    = Rohergebnis
```

Beim Gesamtkostenverfahren sind bei den Umsatzerlösen Bestandsveränderungen (+ Lagererhöhung/- Lagerabbau) und aktivierte Eigenleistungen zu berücksichtigen. Dabei sind die Herstellungskosten einbezogen. Dagegen sind beim Umsatzkostenverfahren im Bruttoergebnis nur diejenigen Herstellungskosten enthalten, die aus der Produktion des laufenden Geschäftsjahres und aus dem in Vorperioden hergestellten und im Geschäftsjahr verkauften Lagerbestand stammen.

## Wirtschaftliche Aspekte
Da in den Herstellungskosten auch die Bewertung der Fertigerzeugnisse und Halbfabrikate enthalten ist, wird hierdurch – über die Herstellungskosten – auch das Bruttoergebnis beeinflusst. Verwaltungs-, Vertriebs-, Forschungs- und Entwicklungskosten und sonstige betriebliche Aufwendungen und Erträge sind im Bruttoergebnis noch nicht abgezogen.
Das Bruttoergebnis besitzt eine Nähe zur Deckungsbeitragsrechnung, ist jedoch mit ihr nicht identisch, weil sie eine Teilkostenrechnung darstellt. Das Bruttoergebnis darf nicht mit dem Rohertrag verwechselt werden, der sich als Differenz aus der Gesamtleistung und den Materialkosten errechnet. In den Herstellungskosten des Bruttoergebnisses sind nämlich nicht nur die Materialkosten, sondern auch anteilige Personalkosten und Abschreibungen enthalten. Die Bruttomarge im Sinne des Bruttoergebnisses kann bei Anwendung des Gesamtkostenverfahrens nicht ermittelt werden, während beim Umsatzkostenverfahren keine Gesamtleistung errechnet werden kann. Beiden Verfahren gemeinsam ist die Ermittlung des Rohergebnisses.
Das Bruttoergebnis gibt Aufschluss darüber, wie profitabel die Produktion unter ausschließlicher Berücksichtigung der umsatzbedingten Kosten ist.